# Faro de Cabo Llebeig
El faro de Cabo Llebeig (en catalán: Far de Cap Llebeig) es un faro que se encuentra en la isla Dragonera, a una distancia de 700 metros aproximadamente de la isla de Mallorca, España.

## Historia
Es uno de los dos faros de isla Dragonera que sustituyeron al antiguo faro de Na Popia. Su apariencia comenzó siendo de destellos aislados cada 7 s, se empleó tecnología de avanzada en ese momento, usándose mercurio para que girara más rápido la óptica. Fue la primera señal en las islas Baleares que empleaba una lámpara Chance de incandescencia de vapor de petróleo a presión (la utilizada desde 1905 en Punta Avanzada era de otro sistema y constructor).
La instalación permanece inalterada hasta 1969 en que la necesidad de automatizar los faros de los islotes para poder retirar al personal, motiva una sustitución completa tanto de la instalación, que pasa a ser de gas de acetileno, como de la linterna, todo ello con la reforma del torreón y obras complementarias.
En el año 1985, debido al peso y tamaño de la óptica, fue necesario recurrir a la armada de Estados Unidos para trasladarla al faro de Portopí, para ser expuesta en la muestra de señales marítimas.
Hoy el faro forma parte de las rutas establecidas para visitar el parque natural de la Isla Dragonera.